# Atlantische scherpsnuithaai
De Atlantische scherpsnuithaai (Rhizoprionodon terraenovae) is een vis uit de familie van roofhaaien (Carcharhinidae), orde grondhaaien (Carcharhiniformes), die voorkomt in het noordwesten, het westen en het zuidwesten van de Atlantische Oceaan.

## Beschrijving
De Atlantische scherpsnuithaai kan maximaal 110 centimeter lang en 7250 gram zwaar worden. De hoogst geregistreerde leeftijd 10 jaar. Het lichaam van de vis heeft een langgerekte vorm.

## Leefwijze
De Atlantische scherpsnuithaai is een zout- en brakwatervis die voorkomt in een subtropisch klimaat. De diepte waarop de soort voorkomt is 10 tot 280 meter onder het wateroppervlak.
De soort is een roofvis en het voedingspatroon bestaat hoofdzakelijk uit dierlijk voedsel (macrofauna).

## Relatie tot de mens
In de hengelsport wordt er op deze vis gejaagd.